# Carbonil
Un grup carbonil és un grup funcional o característic dels composts orgànics format per un àtom d'oxigen unit a un carboni per un enllaç doble. Quan es formula en forma semidesenvolupada (sense mostrar tots els enllaços i l'estructura), s'escriu com a {\displaystyle {\ce {-CO -}}}, o {\displaystyle {\ce {-CHO}}} si ocupa una posició terminal.
Els compostos que presenten un grup carbonil s'anomenen segons la posició del grup: Són cetones si el carbonil està unit a dos àtoms de carboni i aldehids quan el grup carbonil ocupa una posició terminal, és a dir, està unit a un sol àtom de carboni (o a cap, en el cas del formaldehid o metanal). Aquesta estructura també forma part d'altres grups funcionals, com els clorurs d'àcid, anhidres d'àcids, als àcids carboxílics o les amides.
Del comportament químic del carbonil cal destacar:
- L'oxigen presenta un parell d'electrons no compartits, i pot actuar com a base de Lewis en la formació de complexos.

- El carboni lligat a l'oxigen és electròfil, atesa l'existència d'una forma ressonant en què suporta càrrega positiva

- Els hidrògens en posició alfa, aquells enllaçats al carboni contigu al grup carbonil, són més àcids

## Compostos carbonílics α,β-insaturats
Els compostos carbonílics α,β-insaturats són una classe important de compostos carbonílics que presenten l'estructura Cβ=Cα−(C=O)−. En aquests compostos el grup carbonil està conjugat amb un alquè, de la qual deriven unes propietats especials. Aquests compostos s'obtenen mitjançant la reacció de Perkin o la reacció aldòlica.
L'acroleïna (propenal), l'àcid maleic i l'àcid acrílic són exemples de compostos carbonílics α,β-insaturats.